# Прапор Іванківського району
Пра́пор Іва́нківського райо́ну затверджений рішенням 9-ї сесії Іванківської районної ради Київської області XXIV скликання № XXIV-9/92 від 14 жовтня 2003 року.

## Опис
Прапор являє собою прямокутне полотнище зі співвідношенням сторін 2:3. У центрі — жовтий тетерук з червоною бровою під білою восьмипроменевою зіркою. У нижній частині полотнища горизонтальна синя хвиляста смуга зі срібними облямівками. Висота зображення тетерева становить ½ ширини полотнища; розміри зірки між кінцями протилежних променів — 10 ширини полотнища; ширина смуги — 1/10 ширини полотнища.

## Пояснення символіки
Лівий перев'яз у вигляді блакитної хвилястої смужки означає річку Тетерів, яка перетинає район з південного заходу на північний схід.
Тетерук представляє рід птахів, яких колись була дуже велика кількість на території теперішнього Іванівського району (від чого і пішла назва річки Тетерів). Цей птах символізує також лісові багатства району (лісистість якого становить 53%). Тетерук із всіх птахів, рівних йому величиною, найсильніший та найміцніший птах.
Зірка-восьмерик (зірка-полин) має кілька значень:
- приєднання в 1988 році Чорнобильського району до Іванківського;
- також зірка символізує квітку, що означає повернення радіоактивного забруднених земель до нормального стану з можливістю використання їх в господарському комплексі району.

Зелений колір символізує лісові багатства краю, срібло — чистоту намірів, червоний — силу і мужність народу, синій — славу і честь предків. Жовтий та білий кольори в прапорі, згідно з правилами вексилології, відповідні геральдичним золоту та сріблу в гербі.